# Momento magnético
Em física, o momento magnético ou momento de dipolo magnético de um elemento pontual é um vetor que, em presença de um campo magnético (inerentemente vectorial), relaciona-se com o torque de alineação de ambos vectores no ponto no qual se situa o elemento . O vector de campo magnético a utilizar-se é o B denominado como Indução Magnética ou Densidade de Fluxo Magnético cuja magnitude é o Weber por metro quadrado.
Em física, astronomia, química e engenharia elétrica, o termo momento magnético de um sistema (tal como um laço de corrente elétrica, uma barra de magneto, um eletrão, uma molécula, ou um planeta) normalmente refere-se a seu momento dipolo magnético, e é uma medida da intensidade da fonte magnética. Especificamente, o momento dipolo magnético quantifica a contribuição do magnetismo interno do sistema ao campo magnético dipolar externo produzido pelo sistema (i.e. o componente do campo magnético externo que atua ao inverso da distância ao cubo).
Qualquer campo magnético dipolar é simétrico no que diz respeito às rotações em torno de um eixo particular, conseqüentemente é habitual descrever o momento de dipolo magnético que cria um campo como um vector com uma direção ao longo deste eixo. Para quadripolar, octopolar, e momentos magnéticos multipolos de mais alta ordem (ver expansão multipolo).

## Relações físicas
A relação é:
{\displaystyle {\boldsymbol {\tau }}={\boldsymbol {\mu }}\times \mathbf {B} }
Onde {\displaystyle {\boldsymbol {\tau }}} é o torque, {\displaystyle {\boldsymbol {\mu }}} é o momento magnético, e {\displaystyle \mathbf {B} } é o campo magnético. O alinhamento do momento magnético com o campo cria uma diferença na energia potencial U:
{\displaystyle U=-{\boldsymbol {\mu }}\cdot \mathbf {B} }
Um dos exemplos mais simples de momento magnético é o de uma espiral condutora da electricidade, com intensidade I e área A, para a qual a magnitude é:
{\displaystyle {\boldsymbol {\mu }}=I\mathbf {A} }

### Exemplo
A força resultante sobre uma bússola produzida pelo campo magnético da
Terra, é quase nula, devido a que sobre os dois pólos magnéticos
atuam forças iguais e opostas. No entanto, essas forças produzem um
torque suficientemente forte para poder ser observado
facilmente.
Qualquer ímã, em particular a bússola, tem um
momento magnético, {\displaystyle {\vec {m}}} que é um vetor orientado
desde o seu pólo sul até o seu pólo norte; um campo magnético
{\displaystyle {\vec {B}}} produz um torque, {\displaystyle {\vec {\tau }}}, igual ao produto vetorial
entre o momento magnético e o campo:
{\displaystyle {\vec {\tau }}={\vec {m}}\times {\vec {B}}}
o torque será sempre no sentido que faz rodar o momento magnético
{\displaystyle {\vec {m}}} até apontar no sentido do campo {\displaystyle {\vec {B}}}.
O torque produzido pelo campo magnético é o princípio usado nos motores elétricos (figura ao lado).
O motor tem uma bobina, que pode rodar à volta de um eixo, dentro de um campo magnético
produzido por ímanes fixos. A bobina é um fio condutor enrolado várias vezes. Cada volta completa do fio na bobina designa-se de espira.
Quando o fio é percorrido por uma corrente {\displaystyle I}, as forças magnéticas
sobre os diferentes segmentos de cada espira anulam-se, mas há um
torque resultante; pode mostrar-se que se o campo for uniforme, o torque
resultante verificará , sendo o momento
magnético da espira igual a:
{\displaystyle {\vec {m}}=A\,I\,{\vec {e}}_{\mathrm {n} }}
onde {\displaystyle A} é a área da espira e {\displaystyle {\vec {e}}_{n}} o versor perpendicular à
espira, no sentido definido pela regra da mão direita, como mostra a
figura abaixo: o polegar da mão direita define o
sentido de {\displaystyle {\vec {m}}}, quando os outros quatro dedos apontarem no
sentido da corrente na espira.

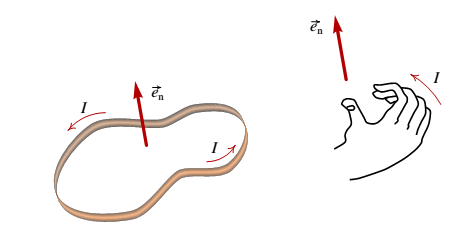
Definição do momento magnético de uma espira.

O momento magnético de uma bobina é a soma dos momentos das espiras
que formam essa bobina. Se a bobina tiver {\displaystyle N} espiras, comporta-se
como um íman com momento magnético
{\displaystyle {\vec {m}}=N\,I\,A\,{\vec {e}}_{\mathrm {n} }}.
Se o campo não for uniforme, a área da bobina deverá ser dividida em pequenos pedaços para calcular o torque total por meio de um integral de superfície.
Num motor, os dois terminais da bobina ligam-se a um comutador que
roda juntamente com a bobina. Na figura do motor pode ver-se o comutador (cilindro com dois setores metálicos independentes) a fazer contato com os dois terminais {\displaystyle +} e {\displaystyle -} ligados a uma fem(Força eletromotriz) externa.
Quando a bobina roda, chega até uma posição em que o segmento
do comutador que estava em contato com o terminal positivo passa a
estar em contato com o terminal negativo e vice-versa, invertendo-se
o sentido da corrente na bobina.
O comutador é colocado de forma a que, quando o momento magnético da
bobina estiver na direção e sentido do campo magnético do íman (de esquerda
para direita, na figura do motor, o sentido da corrente seja invertido, fazendo com que o ângulo entre o momento magnético e o campo passe de {\displaystyle 0^{\circ }} para {\displaystyle 180^{\circ }}.
Assim, a bobina roda constantemente, porque o torque magnético tende sempre a diminuir esse ângulo até {\displaystyle 0^{\circ }}.

## Momento magnético despin
Os electrões e muitos núcleos atómicos também têm momentos magnéticos intrínsecos, cuja explicação requer tratamento mecânico quântico e que se relaciona com o momento angular das partículas. São estes momentos magnéticos intrínsecos os que dão lugar a efeitos macroscópicos de magnetismo, e a outros fenómenos como a ressonância magnética nuclear.
O momento magnético de spin é uma propriedade intrínseca ou fundamental das partículas, como a massa ou a carga eléctrica. Este momento está relacionado com o fato de que as partículas elementares têm momento angular intrínseco ou spin, para partículas carregadas isso leva inevitavelmente a que se comportem de modo similar a um pequeno circuito com cargas em movimento. Entretanto, também existem partículas neutras como o neutrão que, embora tenham momento magnético, não apresentam carga (de fato o neutrão não é considerado realmente elementar senão formado por três quarks carregados).
| Partícula | Momento dipolo magnético em unidades SI, {\displaystyle \mu } (10−27 J/T) | Spin (adimensional) |
| --------- | ------------------------------------------------------------------------- | ------------------- |
| eletrão   | -9 284,764                                                                | 1/2                 |
| protão    | 14,106067                                                                 | 1/2                 |
| neutrão   | -9,66236                                                                  | 1/2                 |
| muão      | -44,904478                                                                | 1/2                 |
| deuterão  | 4,3307346                                                                 | 1                   |
| trítio    | 15,046094                                                                 | 1/2                 |

### Momento magnético do eletrão
O momento (dipolar) magnético de um eletrão é:
{\displaystyle {\boldsymbol {\mu }}=-g_{s}\mu _{B}({\boldsymbol {s}}/\hbar )}
onde
{\displaystyle \mu _{B}\,\!} é o magnetão de Bohr,
{\displaystyle g_{s}\approx 2} [a teoria clássica prediz que {\displaystyle g_{s}=1\,\!}; um grande êxito da equação de Dirac foi a predicção de que {\displaystyle g_{s}=2\,\!}, que está muito próximo do valor exacto (que é ligeiramente superior a dois; esta última correcção se deve aos efeitos quânticos do campo eletromagnético)].

## Experimento de Stern-Gerlach: A Descoberta do Momento Magnético
Em 1943, o Prêmio Nobel de Física foi concedido ao físico alemão Otto Stern (1888- 1969) por seus trabalhos pioneiros sobre o método do feixe atômico e a conseqüente 
descoberta do momento magnético do próton.

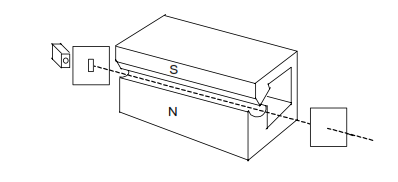
Aparelho de Stern-Gerlach. O campo entreos dois pólos do imã aparece indicada pelas linhas decampo desenhadas em uma das extremidades do imã. Aintensidade do campo aumenta na direção z positiva (N→S para cima).

As primeiras experiências com feixes atômicos 
foram realizadas por Stern e seu colega, o físico alemão Walther Gerlach (1899-1979), nas quais foi possível medir o momento magnético de átomos, fazendo passar um feixe de átomos 
de prata (Ag) por uma região de campo magnético não uniforme {\displaystyle {\vec {B}}}.
Assim, os átomos que tinham o momento magnético {\displaystyle {\vec {\mu }}} paralelo ao campo magnético externo se dirigiam para um lado, e os que tinham {\displaystyle {\vec {\mu }}} antiparalelo se dirigiam para o lado oposto.
Através do afastamento entre as marcas deixadas pelos átomos de Ag em uma placa situada em uma das extremidades do equipamento que gerava {\displaystyle {\vec {B}}} foi possível a esses dois físicos medirem {\displaystyle {\vec {\mu }}_{Ag}}.
O resultado dessas experiências, conhecido como a experiência de Stern-Gerlach, foi publicado, em 1921, na Zeitscrhift Für Physik, em 1922, também na Zeitscrhift Für Physik   e, em 1924, nos Annalen der Physik.
Em 1933, Stern e o físico alemão Immanuel Estermann apresentaram na Zeitscrhift Für Physik 85 (p. 17) o resultado de uma experiência, na qual mediram o momento magnético do próton, usando a mesma técnica do desvio de um feixe molecular por campos magnéticos variáveis
Em 1949, Gardner e Edward Mills Purcell apresentaram, na Physical Review, o resultado de  uma experiência na qual determinaram o momento magnético (µ) do Próton.

## Momento magnético orbital
Certas disposições orbitais, com degeneração tripla ou superior, implicam um momento magnético adicional, pelo movimento dos electrões como partículas carregadas. A situação é análoga à da espiral condutora apresentada aciba, mas exige um tratamento quântico.
Os compostos dos diferentes metais de transição apresentam muitos momentos magnéticos diversos, mas é possível encontrar um intervalo típico para cada metal em cada estado de oxidação, tendo em conta, entretanto, se é de spin alto ou baixo.
| Metal de transição        | {\displaystyle \mu _{eff}/(M.B.)} | {\displaystyle \mu _{es}/(M.B.)} |
| ------------------------- | --------------------------------- | -------------------------------- |
| Vanádio (IV)              | 1,7-1,8                           | 1,73                             |
| Cromo (III)               | 3,8                               | 3,87                             |
| Ferro (III) (spin alto)   | 5,9                               | 5,92                             |
| Manganês (II) (spin alto) | 5,9                               | 5,92                             |
| Ferro (II) (spin alto)    | 5,1-5,5                           | 4,90                             |
| Ferro (II) (spin baixo)   | 0                                 | 0                                |
| Cobalto (II) (spin alto)  | 4,1-5,2                           | 3,87                             |
| Níquel (II)               | 2,8-3,6                           | 2,83                             |
| Cobre (II)                | 1,8-2,1                           | 1,73                             |